# 3-Way (The Golden Rule)
«3-Way (The Golden Rule)» (с англ. — «Тройничок (Золотое правило)») — песня Энди Сэмберга из комедийного трио The Lonely Island, с участием Джастина Тимберлейка и Леди Гаги. Премьера песни состоялась 21 мая 2011 на шоу Saturday Night Live.

## Премьера видеоклипа
Премьерный показ видеоклипа состоялся на телевизионном шоу Saturday Night Live 21 мая 2011 года. За неделю до этого были опубликованы несколько кадров из видео, на которых Энди Сэмберг и Джастин Тимберлейк предстали в роли персонажей, уже известных зрителям телепередачи по предыдущим клипам «D*ck In A Box» и «Motherlover». Помимо них, в кадр объективов попали Патриша Кларксон и Сьюзан Сарандон, сыгравшие матерей главных героев.
Тем не менее, как выяснилось во время премьеры, новое видео не имело отношения к поднимавшимся ранее темам взаимоотношения возрастных дам и их молодых любовников. Трёхминутный шуточный ролик строился вокруг сцены группового секса между персонажами Сэмберга, Тимберлейка и Леди Гаги. Ключевой фразой песни стала «Ты не гей, если вас трое», описывающая «золотое правило», вынесенное в название композиции, согласно которому два парня могут оказаться в одной постели, если третьей будет привлекательная девушка. Леди Гага выступила в типичном образе девушки начала девяностых годов, живущей в пригороде Нью-Йорка. В журнале Rolling Stone отметили сцену, в которой героиня Леди Гаги наблюдает за двумя партнёрами, в унисон размахивающими перед ней своими пенисами.

## Реакция критиков
В газете Los Angeles Times видеоклип назвали успешным возвращением Джастина Тимберлейк на шоу Saturday Night Live, и отметили, что его сотрудничество с Сэмбергом, находившееся «на грани фола», неизменно приносило потрясающие результаты. Что до Леди Гаги, по мнению Мэтта Доннелли, она попросту оказалась «женским компонентом в комедийном сэндвиче».
На сайте Entertainment Weekly отметили «олдскульный рэп» в исполнении Тимберлейка и Сэмберга, а также сатирический характер песни, высмеивающий страх того, что тебя сочтут геем.
Ник Карбоне из журнала Time высоко оценил актёрскую игру Леди Гаги, посчитав, что именно её талант позволил завершить сезон вечернего шоу на высокой ноте. Он также выразил надежду на то, что дуэт Тимберлейка и Сэмберга, а также их «матерей» Сарандон и Кларксон, не остановится на трёх скетчах и будет появляться в телепрограмме и в дальнейшем.

## Список композиций
| №  | Название                                                                 | Автор(ы)                                                      | Длительность |
| -- | ------------------------------------------------------------------------ | ------------------------------------------------------------- | ------------ |
| 1. | «3-Way (The Golden Rule)» (при участии Джастина Тимберлейка и Леди Гаги) | Энди Сэмберг, Акива Шаффер, Йорма Такконе, Джастин Тимберлейк | 2:51         |

## Чарты
| Чарт (2011)                                   | Высшая Позиция |
| --------------------------------------------- | -------------- |
| South Korean Gaon International Singles Chart | 13             |
| US Bubbling Under Hot 100 Singles             | 3              |